# Грос-Линдов
Грос-Линдов (нем. Groß Lindow) — община в Германии, в земле Бранденбург.
Входит в состав района Одер-Шпре. Подчиняется управлению Брисков-Финкенхерд. Население составляет 1837 человек (на 31 декабря 2010 года). Занимает площадь 15,26 км².
Коммуна подразделяется на 4 сельских округа.
| Год  | Население |
| ---- | --------- |
| 2005 | 1912      |
| 2010 | 1840      |